# Star Wars: Episode III: Revenge of the Sith
Star Wars: Episode III: Revenge of the Sith is het derde deel uit de Star Wars-saga. Deze Amerikaanse film werd gemaakt in 2005, en geregisseerd door George Lucas naar een eigen scenario. De film is op 19 mei 2005 in première gegaan.

## Verhaal
Het universum is veranderd na drie jaar van de verwoestende Kloonoorlogen. Anakin Skywalker en Obi-Wan Kenobi zijn legendarische helden geworden in hun strijd tegen de Battle Droid van de Separatisten. Als de Separatisten de Kanselier ontvoeren gaan Obi-Wan en Anakin hem bevrijden in het ruimteschip Invisible Hand, waarbij ook in de ruimte een hevig ruimtegevecht is. Nadat Graaf Dooku Obi-Wan bewusteloos opzij gooit, speelt hij met Anakin, die Dooku's handen eraf hakt en dan zijn lichtsabel pakt. Kanselier Palpatine zegt dat hij Dooku moet doden. Wanneer Anakin zegt dat dat niet de Jedi-manier is, zegt Palpatine dat hij het moet doen. Skywalker onthoofdt de Sith Lord en zet hiermee weer een stap richting de Duistere Kant. Anakin en Obi-Wan redden de Kanselier. Het ruimteschip Invisible Hand stort echter neer op de planeet Coruscant.
Anakin en Padmé Amidala, die in het geheim zijn getrouwd, zijn door de oorlog al maanden van elkaar gescheiden. Als Anakin naar de Jeditempel gaat, wordt hij herenigd met zijn vrouw Padmé. Ze is zwanger van Anakin. Vanaf dan wordt hij geplaagd door nachtmerries over Padmés dood tijdens de geboorte van hun kind. Hij is vastberaden om dit te verhinderen, aangezien hij ook zijn moeder al verloren heeft.
Kanselier Palpatine zegt tegen Anakin dat hij van hem bij de Jediraad mag zitten en dat hij Jedimeester mag worden. Anakin mag van de Jediraad wel bij hun horen, maar mag geen Jedimeester worden. Toch krijgt Anakin wel elke keer nachtmerries over Padmé en besluit in het Galactisch Operahuis de Kanselier weer op te zoeken. Kanselier Palpatine vertelt Anakin dat alleen de Duistere Kracht zijn vrouw Padmé kan redden, en noemt het voorbeeld van Darth Plagueis, een Sithmeester die leven kon creëren met behulp van de zogenaamde midi-chlorianen. Palpatine vertelt ook tegen Anakin dat Generaal Grievous zich op de planeet Utapau bevindt. Dit vertelt Anakin later weer door aan Obi-Wan. 
Palpatine onthult aan Anakin dat hij de Sith Lord is die de Jedi aan het zoeken waren, namelijk Darth Sidious. Slechts door de Duistere Kant kan leven worden gecreëerd, derhalve moet Anakin dan wel zijn leerling worden en de weg van de Duistere Kant gaan volgen. Anakin weigert en licht Jedimeester Mace Windu in, die aangeeft Anakin nu wel te vertrouwen maar hem beveelt zich er verder buiten te laten.
Na de dood van Graaf Dooku heeft de cyborggeneraal Grievous het bevel over de Separatisten overgenomen. Palpatine besluit dat hij gedood moet worden om de oorlog te beëindigen. Ondertussen gaat Obi-Wan naar Utapau. Daar doodt hij generaal Grievous in een gevecht. Yoda is op de planeet Kashyyyk. Daar breekt tussen de Wookiees en Battle Droids de Slag om Kashyyyk los.
Mace Windu confronteert Palpatine in een gevecht. Wanneer Palpatine probeert Mace Windu te doden met krachtbliksems, reflecteert Mace Windu deze terug naar Palpatine. Zo raakt Palpatines gezicht verminkt. Even lijkt Mace Windu te gaan winnen, maar dan verkiest Anakin de Duistere Kant en helpt Palpatine om Mace Windu te doden. Nu Anakin officieel zijn leerling is, geeft Palpatine hem de opdracht alle Jedi in de Jeditempel uit te roeien. Sidious geeft Skywalker de Sith-titel Darth Vader. Hiermee is Anakin officieel een Sith Lord geworden en de vervanger van Graaf Dooku, die op zijn beurt ook bekend was als Darth Tyranus. Sidious vaardigt tevens Bevel 66 uit. Met dit bevel geeft hij opdracht aan het leger van Clone Troopers om zich tegen de Jedi te keren. Heel veel Jedi's worden gedood. Op Kashyyyk wordt door de Clone Troopers een poging gedaan Yoda te doden, maar hij overleeft dit. Yoda vlucht samen met de Wookiee's Chewbacca en Tarfful weg van de Clone Troopers.
Obi-Wan Kenobi realiseert zich wat er met Anakin is gebeurd en moet zijn voormalige leerling trotseren in een duel op de vulkanische planeet Mustafar. In dit gevecht verliest Anakin zijn benen en zijn laatste gewone arm en geraakt ernstig verbrand. Hij overleeft dit alles maar net, en wordt door Darth Sidious meegenomen naar Coruscant. Sidious laat Anakin ombouwen tot een cyborg om hem in leven te houden, zo krijgt Darth Vader zijn definitieve vorm. Ook Yoda doet een poging om Darth Sidious te verslaan; hij dringt de Galactische Senaat binnen en raakt met Sidious in gevecht. Yoda realiseert zich dat Sidious te sterk is en dat hij zelf heeft gefaald.
Met dit alles is Darth Sidious’ jarenlange voorbereide plan succesvol uitgevoerd: de Jedi zijn zo goed als vernietigd en hij is nu alleenheerser over de corrupte Galactische Republiek, die hij omsmeedt tot het Galactische Keizerrijk. Hij geeft tevens het bevel tot constructie van een nieuw superwapen: de Death Star.
Senator Padmé Amidala heeft de wil tot leven verloren omdat ze Anakin kwijt is. Op het einde bevalt Padmé van een tweeling, Luke Skywalker en Leia Organa, waarna ze sterft. De twee overgebleven machtigste Jedi (Yoda en Obi-Wan Kenobi) besluiten dat het beter is om een tijdlang in ballingschap te blijven leven. Aan het einde van Episode III worden broer en zus van elkaar gescheiden. Leia wordt aan Bail Organa en zijn vrouw, de koningin van Alderaan toevertrouwd op de planeet Alderaan. Luke wordt door Obi-Wan naar Tatooine gebracht, waar zijn stiefoom en -tante Owen Lars en Beru Whitesun Lars wonen. Obi-Wan zal daar blijven om over Luke te waken.
Alvorens hun wegen scheiden, leert Yoda aan Obi-Wan Kenobi hoe hij via De Kracht, in contact kan komen met zijn voormalige Jedimeester Qui-Gon Jinn gedurende zijn periode in ballingschap.

## Rolverdeling
| Acteur                  | Personage                           |
| ----------------------- | ----------------------------------- |
| Ewan McGregor           | Obi-Wan Kenobi                      |
| Natalie Portman         | Padmé Amidala                       |
| Hayden Christensen      | Anakin Skywalker                    |
| Ian McDiarmid           | Kanselier Palpatine / Darth Sidious |
| Samuel L. Jackson       | Mace Windu                          |
| Jimmy Smits             | Senator Bail Organa                 |
| Frank Oz                | Yoda (stem)                         |
| Anthony Daniels         | C-3PO                               |
| Christopher Lee         | Graaf Dooku / Darth Tyranus         |
| Keisha Castle-Hughes    | Koningin van Naboo                  |
| Silas Carson            | Ki-Adi-Mundi Nute Gunray            |
| Jay Laga'aia            | Kapitein Typho                      |
| Bruce Spence            | Tion Medon                          |
| Wayne Pygram            | Gouverneur Tarkin                   |
| Temuera Morrison        | Commandant Cody                     |
| David Bowers            | Mas Amedda                          |
| Oliver Ford Davies      | Sio Bibble                          |
| Ahmed Best              | Jar Jar Binks                       |
| Rohan Nichol            | Kapitein Raymus Antilles            |
| Jeremy Bulloch          | Kapitein Colton                     |
| Amanda Lucas            | Terr Taneel                         |
| Kenny Baker             | R2-D2                               |
| Matt Sloan              | Plo Koon                            |
| Peter Mayhew            | Chewbacca                           |
| Rebecca Jackson Mendoza | Koningin van Alderaan               |
| Joel Edgerton           | Owen Lars                           |
| Bonnie Piesse           | Beru Lars                           |
| Jett Lucas              | Zett Jukassa                        |
| Tux Akindoyeni          | Agen Kolar                          |
| Matt Rowan              | Senator Orn Free Taa                |
| Kenji Oatea             | Saesee Tiin                         |
| Amy Allen               | Aayla Secura                        |
| Graeme Blundell         | Ruwee Naberrie                      |
| Trisha Noble            | Jobal Naberrie                      |
| Claudia Karvan          | Sola Naberrie                       |
| Keira Wingate           | Ryoo Naberrie                       |
| Hayley Mooy             | Pooja Naberrie                      |
| Sandi Finlay            | Sly Moore                           |
| Katie Lucas             | Chi Eekway                          |
| Genevieve O'Reilly      | Mon Mothma                          |
| Rena Owen               | Nee Alavar                          |
| Christopher Kirby       | Giddean Danu                        |
| Matthew Wood            | Generaal Grievous (stem)            |
| Michael Kingma          | Tarfful                             |
| David Acord             | GH-7 Medical Droid (stem)           |
| Ben Cooke               | Kit Fisto                           |
| Fay David               | Luminara Unduli                     |
| Nina Fallon             | Stass Allie                         |
| Nick Jameson            | Aito Laff                           |
| James Earl Jones        | Darth Vader (stem)                  |
| Nalini Krishan          | Barriss Offee                       |
| George Lucas            | Baron Papanoida                     |
| Orli Shsohan            | Shaak Ti                            |
| Jimmy Star              | Jedi Ridder                         |
| Richard Stride          | Poggle the Lesser                   |

## Achtergrond

### Productie
In 2003 en 2004 begon George Lucas zijn originele verhaal, dat hij reeds in 1973 had geschreven, om te zetten tot een scenario. Toneelschrijver Tom Stoppard hielp ook mee met het scenario als ghostwriter voor Lucas. Over de titel van de film deden zich in het begin veel geruchten ronde zoals Rise of the Empire, The Creeping Fear en Birth of the Empire.
Acteurs Hayden Christensen en Ewan McGregor oefenden maanden samen voor hun lichtzwaardduel. De twee acteurs deden net als in de vorige film al hun gevechten zelf. Door hun vele training is de snelheid waarmee men ze in de film ziet vechten daadwerkelijk de snelheid waarmee de scène werd opgenomen, en is de actie niet later versneld afgespeeld.
De slotscène van de film was in feite al opgenomen tijdens de opnames van Star Wars: Episode II: Attack of the Clones in 2000. De film zelf werd vrijwel geheel opgenomen in de Fox Studios Australia in Sydney.
Revenge of the Sith is de eerste Star Wars film waarin zowel Darth Vader in zijn volle bepakking, als zijn alter-ego Anakin Skywalker beide te zien zijn, en ook beide gespeeld worden door dezelfde acteur. Aanvankelijk was men van plan om gewoon een willekeurige acteur het Darth Vader kostuum te laten dragen, maar volgens eigen zeggen smeekte Christensen Lucas om zelf de rol te mogen vertolken.

### Muziek
De filmmuziek werd gecomponeerd door John Williams. Deze muziek werd op 3 mei 2005 ook op een soundtrackalbum uitgebracht door Sony Classical Records.

### Reacties
De reacties op de film waren, zeker in vergelijking met de voorgaande twee films, relatief positief. Sommige critici noemden de film de beste van de prequels, en anderen noemden de film de beste Star Warsfilm sinds Star Wars: Episode V: The Empire Strikes Back.
Een punt wat nog wel kritiek oogstte was de dialoog, vooral in de romantische scènes met Anakin en Padmé.
De film bracht wereldwijd $850 miljoen op, waarmee hij de op een na beste film van 2005 werd.

## Prijzen en nominaties
Ondanks dat “Revenge of the Sith” betere reacties kreeg dan zijn voorgangers, was dit de film met de minste nominaties. De film won in totaal 13 prijzen.
2005:
- De Hollywood Movie of the Year
- De Satellite Award voor Outstanding Sound
- De Satellite Award voor Outstanding Visual Effects
- De Teen Choice Award voor Choice Movie: Action/Adventure

2006:
- De Saturn Award voor beste muziek
- De Saturn Award voor beste sciencefictionfilm
- De Empire Award voor beste sciencefiction/fantasy
- De Empire Award voor Scène van het jaar.
- De MTV Movie Award voor beste schurk.
- De Readers' Choice Award voor beste buitenlandse film
- De People's Choice Award voor favoriete film
- De People's Choice Award voor favoriete filmdrama
- De Golden Raspberry Award voor slechtste mannelijke bijrol (Hayden Christensen)